# Viszály (televíziós sorozat)
A Viszály (eredeti cím: Feud) 2017-es amerikai televíziós antológiasorozat. A műsor alkotója Jaffe Cohen, Ryan Murphy és Michael Zam volt, akik a produceri munkálatokban is részt vettek. A főszerepben Jessica Lange és Susan Sarandon látható, a mellékszerepekben pedig többek között Alfred Molina, Kathy Bates, Catherine Zeta-Jones és Stanley Tucci. A műsor játékideje 45 perc részenként.
Magyarországon az első évadot a Fox mutatta be 2017. május 17-én, míg a második évad a hazai Disney+ kínálatába került fel 2024. április 17-én.

## Cselekmény

### Bette és Joan
A történet elmeséli Joan Crawford és Bette Davis legendás rivalizálását, a központban a Mi történt Baby Jane-nel? (1962) című film forgatása áll. A film az 1963-as Oscar-díjátadón négy jelölést kapott és egy díjat is nyert. A sorozat végigköveti a filmet, és azokat a dolgokat is, amik akkor történtek, amikor a kamerák már álltak.

## Szereplők

### Bette és Joan
| Szereplő            | Színész              | Magyar hang        |
| ------------------- | -------------------- | ------------------ |
| Joan Crawford       | Jessica Lange        | Kocsis Judit       |
| Bette Davis         | Susan Sarandon       | Menszátor Magdolna |
| Robert Aldrich      | Alfred Molina        | Várkonyi András    |
| Joan Blondell       | Kathy Bates          | Molnár Piroska     |
| Olivia de Havilland | Catherine Zeta-Jones | Tóth Enikő         |
| Jack Warner         | Stanley Tucci        | Borbély László     |
| Hedda Hopper        | Judy Davis           | Kiss Mari          |
| Mamacita            | Jackie Hoffman       | Pálos Zsuzsa       |
| Pauline Jameson     | Alison Wright        | Farkasinszky Edit  |
| Victor Buono        | Dominic Burgess      | Bodrogi Attila     |
| Adam Friedman       | Joel Kelley Dauten   |                    |
| B.D. Merrill        | Kiernan Shipka       | Lamboni Anna       |
| Harriet Aldrich     | Molly Price          | Bozó Andrea        |

## Epizódok
| Évad | Évad | Epizódok            | Évad címe | Eredeti sugárzás | Eredeti sugárzás  | Eredeti adó | Magyar sugárzás   | Magyar sugárzás   | Magyar adó |
| Évad | Évad | Epizódok            | Évad címe | Évadpremier      | Évadfinálé        | Eredeti adó | Évadpremier       | Évadfinálé        | Magyar adó |
| ---- | ---- | ------------------- | --------- | ---------------- | ----------------- | ----------- | ----------------- | ----------------- | ---------- |
|      | 1    | Bette és Joan       | 8         | 2017. március 5. | 2017. április 23. | FX          | 2017. május 17.   | 2017. július 5.   | Fox        |
|      | 2    | Capote és a hattyúk | 8         | 2024. január 31. | 2024. március 13. | FX          | 2024. április 17. | 2024. április 17. | Disney+    |

### Első évad - Bette és Joan (2017)
| Sor. | Év. | Cím                                                                                     | Rendező               | Író                                   | Premier                            | Nézettség   | Gyártási szám |
| ---- | --- | --------------------------------------------------------------------------------------- | --------------------- | ------------------------------------- | ---------------------------------- | ----------- | ------------- |
| 1.   | 1.  | Pilot                                                                                   | Ryan Murphy           | Jaffe Cohen, Michael Zam, Ryan Murphy | 2017. március 5. 2017. május 17.   | 2,26 millió | 1WBB01        |
| 2.   | 2.  | A másik nő (The Other Woman)                                                            | Ryan Murphy           | Jaffe Cohen, Michael Zam, Tim Minear  | 2017. március 12. 2017. május 24.  | 1,32 millió | 1WBB02        |
| 3.   | 3.  | Mommie Dearest                                                                          | Gwyneth Horder-Payton | Tim Minear                            | 2017. március 19. 2017. május 31.  | 1,08 millió | 1WBB03        |
| 4.   | 4.  | More, or Less                                                                           | Liza Johnson          | Gina Welch, Tim Minear                | 2017. március 26. 2017. június 7.  | 1,21 millió | 1WBB04        |
| 5.   | 5.  | És a nyertes... (And the Winner Is... (The Oscars of 1963))                             | Ryan Murphy           | Ryan Murphy                           | 2017. április 2. 2017. június 14.  | 1,36 millió | 1WBB05        |
| 6.   | 6.  | Banyakínzás (Hagsploitation)                                                            | Tim Minear            | Tim Minear, Gina Welch                | 2017. április 9. 2017. június 21.  | 1,06 millió | 1WBB06        |
| 7.   | 7.  | Elhagyatva (Abandoned!)                                                                 | Helen Hunt            | Jaffe Cohen, Michael Zam              | 2017. április 16. 2017. június 28. | 1,31 millió | 1WBB07        |
| 8.   | 8.  | Lehettünk volna mindvégig barátok? (You Mean All This Time We Could Have Been Friends?) | Gwyneth Horder-Payton | Gina Welch                            | 2017. április 23. 2017. július 5.  | 1,30 millió | 1WBB08        |

### Második évad - Capote és a hattyúk (2024)
| Sor. | Év. | Cím                                 | Rendező        | Író             | Premier                             | Nézettség | Gyártási szám |
| ---- | --- | ----------------------------------- | -------------- | --------------- | ----------------------------------- | --------- | ------------- |
| 1.   | 1.  | Pilot                               | Gus Van Sant   | Jon Robin Baitz | 2024. január 31. 2024. április 17.  | 461 ezer  | 3WBB01        |
| 2.   | 2.  | Ice Water in Their Veins            | Gus Van Sant   | Jon Robin Baitz | 2024. január 31. 2024. április 17.  | 263 ezer  | 3WBB02        |
| 3.   | 3.  | Masquerade 1966                     | Gus Van Sant   | Jon Robin Baitz | 2024. február 7. 2024. április 17.  | 298 ezer  | 3WBB03        |
| 4.   | 4.  | It's Impossible                     | Gus Van Sant   | Jon Robin Baitz | 2024. február 14. 2024. április 17. | 259 ezer  | 3WBB04        |
| 5.   | 5.  | The Secret Inner Lives of Swans     | Max Winkler    | Jon Robin Baitz | 2024. február 21. 2024. április 17. | 342 ezer  | 3WBB05        |
| 6.   | 6.  | Hats, Gloves and Effete Homosexuals | Gus Van Sant   | Jon Robin Baitz | 2024. február 28. 2024. április 17. | 281 ezer  | 3WBB06        |
| 7.   | 7.  | Beautiful Babe                      | Jennifer Lynch | Jon Robin Baitz | 2024. március 6. 2024. április 17.  | 297 ezer  | 3WBB07        |
| 8.   | 8.  | Phantasm Forgiveness                | Gus Van Sant   | Jon Robin Baitz | 2024. március 13. 2024. április 17. | 307 ezer  | 3WBB08        |